# Stor-Lavsjön
Stor-Lavsjön är en sjö i Åsele kommun i Lappland och ingår i Gideälvens huvudavrinningsområde. Sjön har en area på 0,63 kvadratkilometer och ligger 288 meter över havet. Sjön avvattnas av vattendraget Lavsjöån.

## Delavrinningsområde
Stor-Lavsjön ingår i det delavrinningsområde (712530-160709) som SMHI kallar för Utloppet av Stor-Lavsjön. Medelhöjden är 329 meter över havet och ytan är 11,69 kvadratkilometer. Räknas de 24 avrinningsområdena uppströms in blir den ackumulerade arean 154,67 kvadratkilometer. Lavsjöån som avvattnar avrinningsområdet har biflödesordning 2, vilket innebär att vattnet flödar genom totalt 2 vattendrag innan det når havet efter 143 kilometer. Avrinningsområdet består mestadels av skog (81 procent). Avrinningsområdet har 0,69 kvadratkilometer vattenytor vilket ger det en sjöprocent på 5,9 procent.